# شاخه مجانبی غول‌ستاره

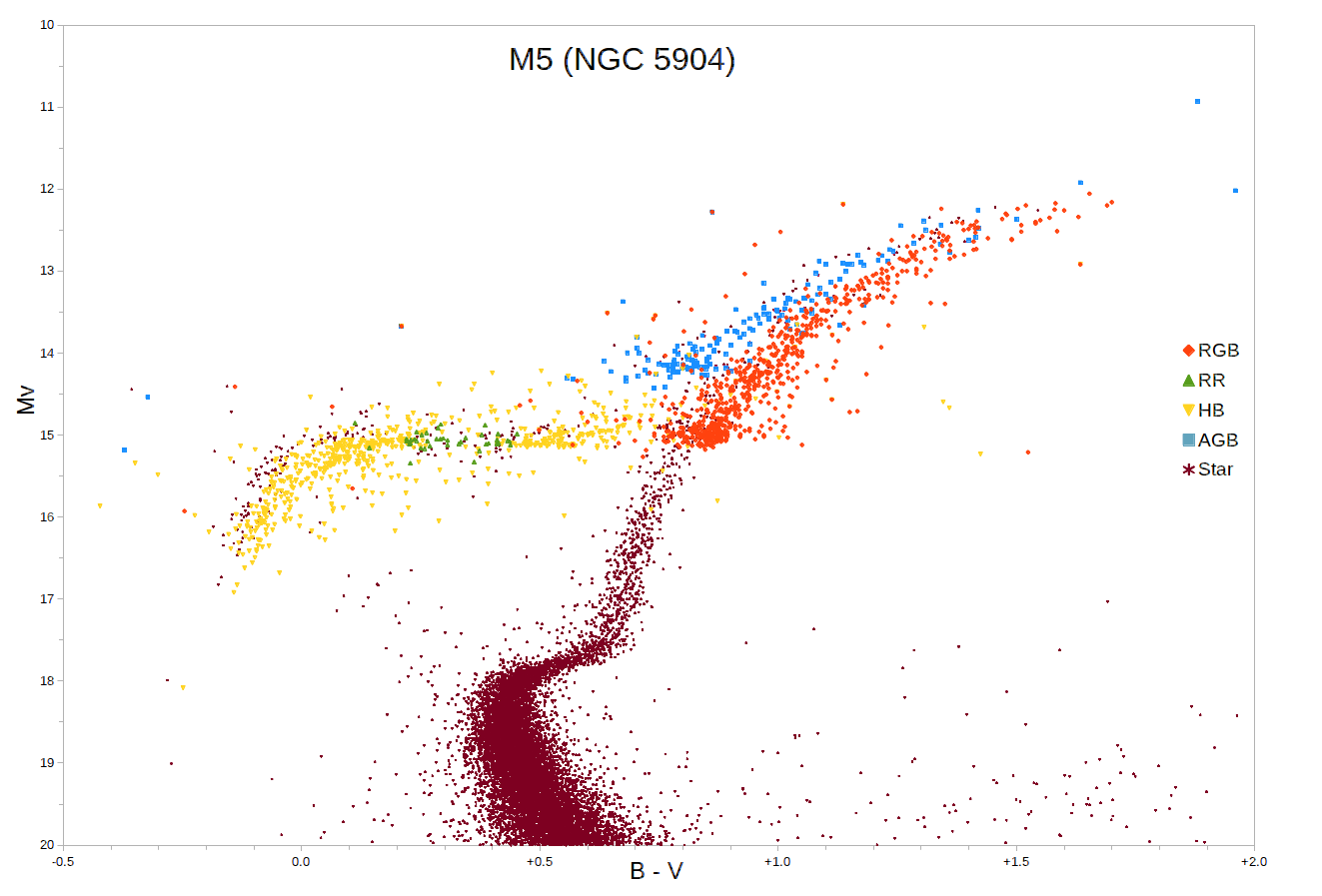
نمودار هرتسپرونگ-راسل برای خوشه ستاره‌ای کروی مسیه ۵, با ستاره‌های شناخته‌شدهٔ AGB که با رنگ آبی مشخص شده‌اند، در کنار برخی از ستاره‌های درخشان شاخهٔ سرخ غول پیکر، که نارنجی نشان داده شده‌است

شاخه مجانبی غول‌ستاره (انگلیسی: Asymptotic giant branch) یا (AGB) نام ناحیهٔ پر جمعیتی در نمودار هرتسپرونگ-راسل است. این ناحیه با حضور ستارگان به تکامل رسیدهٔ درخشان بسیار نورانی شده‌است. این مرحلهٔ پایانی از چرخهٔ تکامل ستاره‌ای است که در اواخر زندگی همه ستاره‌های با جرم کم تا متوسط؛ (از ۰٫۶ تا ۱۰ جرم خورشیدی)، هنگامی که ستاره همهٔ هیدروژن موجود در هستهٔ خود را مصرف کرد، رخ می‌دهد.
در مشاهده، یک غول‌ستارهٔ شاخهٔ مجانبی به صورت یک غول سرخ روشن با درخشندگی تا هزاران برابر بیشتر از خورشید ظاهر می‌شود. ساختار داخلی چنین ستاره‌ای با داشتن هستهٔ مرکزی عمدتاً خنثای کربن و اکسیژن، به‌ویژه در بخش درونی هسته، مشخص می‌شود؛ پوسته‌ای که در آن هلیوم تحت فرایند همجوشی قرار می‌گیرد و کربن ایجاد می‌کند (که به سوزاندن هلیم معروف است)، پوستهٔ دیگری که در آن هیدروژن تحت فرایند همجوشی هلیوم تشکیل می‌شود (معروف به سوختن هیدروژن است)، و نیز یک پاکت بسیار بزرگ از مواد ترکیبی، همان‌گونه که در ستاره‌های رشته اصلی (به استثنای مورد ستاره‌های کربنی) وجود دارد.